# Vuurtoren van Fuencaliente
De Vuurtoren van Fuencaliente is een actieve vuurtoren bij Fuencaliente de la Palma op het Canarische eiland La Palma. De huidige vuurtoren is de tweede vuurtoren op deze locatie en markeert het zuidelijke uiteinde van het eiland.

## Eerste vuurtoren
De originele vuurtoren is geopend in 1903 en bestaat nog steeds. Deze toren is 12 meter hoog en is onderdeel van het naast de nieuwe vuurtoren gelegen wachtersgebouw. De vuurtoren is tijdens een aardbeving in 1939 zwaar beschadigd en deels herbouwd. Tussen 2001 en 2004 is de toren gerepareerd en daardoor is het tegenwoordig mogelijk voor bezoekers om de toren te beklimmen. Het wachtershuis is hergebruikt als informatiecentrum voor het zeereservaat op het eiland (Centro de Interpretación de la Reserva Marina de la Isla de La Palma). De grootste ruimte is ingericht als vulkaankloof, waar de bezoekers op een verhoogde glazen vloer lopen. Hier staat ook een bronzen sculptuur van een dolfijn.

## Huidige toren
De nieuwe en hogere vuurtoren is gebouwd in 1985 en is rood en wit geverfd. De toren heeft een hoogte van 24 meter met een lichthoogte van 36 meter boven het waterpeil. Het licht kan vanaf 14 zeemijlen afstand gezien worden en bestaat uit drie flitsen wit licht elke 18 seconden.